# Тунч, Айфер
Айфер Тунч (тур. Ayfer Tunç, 1964, Адапазары) — турецкая писательница.

## Биография
Окончила факультет политических наук Стамбульского университета. Начала публиковаться еще в студенческие годы. В 1989 завоевала первую премию за новеллу на конкурсе популярной ежедневной газеты Cumhuriyet. В 1999—2004 была главным редактором издательства Yapı Kredi Yayınları. Кроме романов, новелл и эссе, ей принадлежат также киносценарии (среди них -телесериал Облако в небе, по прозе Саита Фаика Абасыяныка, 2003).
Произведения писательницы переведены на ряд языков, включая арабский и тамильский.

## Произведения

### Романы
- 1992: Девушка с обложки
- 2009: Совершенно невероятный рассказ о сумасшедшем доме
- 2010: Ночь с зеленой феей

### Новеллы
- 1989: Потайное
- 1996: Друзья из пещеры
- 2000: Случай с Азиз-беем
- 2003: Камень, ножницы, бумага
- 2006: Evvelhotel

### Эссе
- 2001: Мои родители навестят вас, если вы не заняты: Наша жизнь в 70-е (International Balkanika Award, 2003)
- 2007: Они называют это жизнью
- 2012: Рассказы о родине